# Abner Biberman
Pour les articles homonymes, voir Biberman.
Abner Biberman (Milwaukee, Wisconsin (États-Unis), 1er avril 1909 – San Diego (États-Unis), 20 juin 1977), est un acteur, réalisateur et scénariste américain.

## Filmographie

### comme acteur
- 1936 : Soak the Rich (en) de Ben Hecht et Charles MacArthur
- 1939 : Gunga Din de George Stevens : Chota
- 1939 : La Patrouille de Panama (en) (Panama Patrol) de Charles Lamont : Arlie Johnson
- 1939 : Panama Lady de Jack Hively : Elisha
- 1939 : The Magnificent Fraud (en) de Robert Florey : Ruiz
- 1939 : À chaque aube je meurs (Each Dawn I Die) de William Keighley : Shake Edwards
- 1939 : La Dame des tropiques (Lady of the Tropics) de Jack Conway : Wardrobe buyer
- 1939 : La Mousson (The Rains Came) de Clarence Brown : John, the Baptist
- 1939 : Les Fantastiques Années 20 (The Roaring Twenties) de Raoul Walsh : Lefty, Hally's Henchman
- 1939 : Nick joue et gagne (Another Thin Man) de  W.S. Van Dyke : Dum-Dum, Church's Henchman
- 1939 : Joe and Ethel Turp Call on the President (it) de Robert B. Sinclair : Extra at Dance
- 1939 : Balalaika de Reinhold Schünzel : Leo Proplinski
- 1940 : La Dame du vendredi (His Girl Friday) d'Howard Hawks : Louis, small-time hood
- 1940 : The Marines Fly High (en) de George Nicholls, Jr. et Benjamin Stoloff  : Gomez
- 1940 : Zanzibar (en) d'Harold D. Schuster : Aba
- 1940 : Enemy Agent (en) de Lew Landers : Baronoff
- 1940 : Ski Patrol (en) de Lew Landers : Russian Field Commander
- 1940 : Pago Pago, île enchantée (South of Pago Pago) d'Alfred E. Green : Ferro
- 1940 : South to Karanga (en) d'Harold D. Schuster : Manek Sen
- 1940 : Girl from Havana (en) de Lew Landers : Captain Lazear
- 1941 : The Monster and the Girl (en) de Stuart Heisler : George, Perry's Aide
- 1941 : Révolte au large (This Woman is Mine) de Frank Lloyd : Lamazie
- 1941 : La Femme de Singapour (Singapore Woman) de Jean Negulesco : Singa
- 1941 : The Gay Vagabond (en) de William Morgan : Ratmar
- 1941 : Au sud de Tahiti (South of Tahiti) de George Waggner : Tahawa
- 1941 : The Devil Pays Off de John H. Auer : Carlos Castillo-Martinez
- 1942 : Broadway de William A. Seiter : Trado
- 1942 : Whispering Ghosts (en) d'Alfred L. Werker : Mack Wolf
- 1942 : Mabok, l'éléphant du diable (Beyond the Blue Horizon) d'Alfred Santell : La'oa
- 1942 : Little Tokyo, U.S.A. (en) d'Otto Brower : Satsuma
- 1942 : King of the Mounties (en) de William Witney : Adm. Yamata
- 1942 : En route vers le Maroc (Road to Morocco) de David Butler : Man
- 1943 : L'Homme-léopard (The Leopard Man) de Jacques Tourneur : Charlie How-Come
- 1943 : Bombardier de Richard Wallace : Japanese Sergeant
- 1943 : Submarine Alert (en) de Frank McDonald : Commander Toyo
- 1943 : Face au soleil levant (Behind the Rising Sun) d'Edward Dmytryk : Inspector
- 1944 : The Bridge of San Luis Rey de Rowland V. Lee : Maita
- 1944 : Two-Man Submarine (en) de Lew Landers : Gabe Fabian
- 1944 : Les Fils du dragon (Dragon Seed) de Jack Conway et Harold S. Bucquet : Captain Yasuda
- 1944 : Les Clés du royaume (The Keys of the Kingdom) de John M. Stahl : Wai's captain
- 1945 : Trahison japonaise (Betrayal from the East) de William Berke : Yamato
- 1945 : Les Amours de Salomé (Salome Where She Danced) de Charles Lamont : Dr. Ling
- 1945 : Retour aux Philippines (Back to Bataan) d'Edward Dmytryk : Japanese captain at schoolhouse
- 1945 : Capitaine Kidd (Captain Kidd) de Rowland V. Lee : Theodore Blades
- 1946 : Strange Conquest (en) de John Rawlins : Molugi
- 1950 : Winchester '73 d'Anthony Mann : Latigo Means
- 1951 : Roaring City (en) de William Berke : Eddie Page
- 1952 : Viva Zapata ! d'Elia Kazan : Captain
- 1954 : Un grain de folie (Knock on Wood) de Melvin Frank : Papinek
- 1954 : La Piste des éléphants (Elephant Walk) de William Dieterle : Dr. Pereira
- 1954 : La déesse d'or (en) (The Golden Mistress) d'Abner Biberman : Carl Dexter
- 1956 : Le Prix de la peur (The Price of Fear)
- 1974 : Kodiak (en) (série TV) : Abraham Lincoln Imhook (1974)

### comme réalisateur
- 1954 : The Golden Mistress (en)
- 1955 : The Looters (it)
- 1955 : Le Gang des jeunes (Running Wild)
- 1956 : Le Prix de la peur (The Price of Fear)
- 1956 : Behind the High Wall
- 1957 : Une arme pour un lâche (Gun for a Coward)
- 1957 : The Night Runner
- 1957 : Maverick (série TV)
- 1957 : Colt .45 (série TV)
- 1958 : Flood Tide (en)
- 1958 : 77 Sunset Strip (série TV)
- 1960 : Le Grand prix (en) (National Velvet) (série TV)
- 1962 : Le Virginien (The Virginian) (série TV)
- 1963 : Au-delà du réel (The Outer Limits) (série TV)
- 1964 : Voyage au fond des mers (Voyage to the Bottom of the Sea) (série TV)
- 1965 : Seaway (série TV)
- 1965 : The Trials of O'Brien (série TV)
- 1965 : Gunsmoke (série TV)
- 1966 : Règlement au couteau (Too Many Thieves)
- 1969 : The Bold Ones: The New Doctors (série TV)

### comme scénariste
- 1954 : The Golden Mistress (en)